# Альфред Клебш
Рудольф Фрідріх Альфред Клебш (нім. Rudolf Friedrich Alfred Clebsch, 19 січня 1833, Кенігсберг, † 7 листопада 1872, Геттінген) — німецький математик, учень Гессе і Неймана.

## Біографія
У 1858 році став професором політехнічної школи в Карлсруе, потім у Гіссені та в Геттінгені. Перші дослідження Клебша відносяться до математичної фізики, теорії пружності та гідродинаміки; пізніше він став відомий як чистий математик. Сучасники відзначали захопливість його лекцій. У 1868 році Клебш і Карл Нейман заснували журнал «Mathematische Annalen». Через ранню смерть Клебша деякі його роботи так і не були завершені, а деякі відредаговані й опубліковані посмертно.

## Наукова діяльність
Головний внесок Клебша в математику відноситься до геометрії, алгебраїчної геометрії та теорії інваріантів.
До важливих загальноматематичних ідей Клебша відноситься те, що він вперше ввів у розгляд так званий лінійний елемент площини або простору — пару, що складається з точки і прикладеного до неї напряму (тобто прямої, що проходить через дану точку). Таким чином, Клебш фактично ввів поняття дотичного розшарування й проективізованного дотичного розшарування. Він використовував введені ним поняття для дослідження диференціальних рівнянь, які він трактував як зв'язок точок площини або простору з доданими в них напрямками, і створив для цього так звану теорію коннексів.
На честь Клебша і Гордана названі коефіцієнти Клебша — Ґордана.

## Праці
Крім безлічі мемуарів, Клебш написав кілька окремо виданих праць, з яких відомі:
- Theorie der Elastizität fester Körper (1863)
- Theorie der Abelschen Functionen (1866, з Паулем Горданом)
- Theorie der binären algebraischen Formen (1871)
- Théorie de l'Élasticité des Corps Solides. Traduite par Barré de Saint-Venant et Flamant, avec des notes étendues de Saint-Venant. Dunod, Paris (1883, посмертно)

## Праці в Інтернеті
- Vorlesungen über geometrie (Teubner, Leipzig, 1876—1891), редактор: Фердинанд фон Ліндеман.
- Théorie der binären algebraischen Formen. Teubner, 1872.
- Theorie der Abelschen Functionen, спільно з Паулем Горданом (P. Gordan), B. G. Teubner, 1866.
- Theorie der Elasticität fester Körper. B. G. Teubner, 1862.